# Cratostigma
Cratostigma is een geslacht van zakpijpen uit de familie van de Pyuridae. De wetenschappelijke naam van het geslacht is voor het eerst geldig gepubliceerd in 1961 door het echtpaar Claude en Françoise Monniot.

## Soorten[1]
- Cratostigma campoyi Ramos, Turon & Lafargue, 1988
- Cratostigma gravellophila (Pérès, 1955)
- Cratostigma intermedia Vazquez & Ramos-Espla, 1993
- Cratostigma regularis Monniot C., 1963
- Cratostigma simplex Millar, 1982
- Cratostigma singularis (Van Name, 1912)
- Cratostigma vestigialis Turon, 1988

Deze zakpijpen komen voor in de Middellandse Zee en het noordelijke deel van de Atlantische Oceaan.